# Joseph Estrada
Jose Marcelo Ejercito (Manilla, 19 april 1937), beter bekend als Joseph "Erap" Ejercito Estrada, was de 13e president van de Filipijnen van 1998 tot 2001. Eind 2000 werd er in het Filipijns Congres een afzettingsprocedure tegen Estrada opgestart wegens vermeende corruptiepraktijken. Deze zaak bereikte een hoogtepunt toen op 17 januari 2001 de Filipijnse Senaat besloot om cruciaal bewijsmateriaal buiten beschouwing te laten. Daarop volgde een volksopstand, waarna Estrada op 20 januari gedwongen werd af te treden en werd opgevolgd door vicepresident Gloria Macapagal-Arroyo. In 2007 werd hij door de Sandiganbayan, een speciale rechtbank voor corruptie, daadwerkelijk veroordeeld. Hij kreeg huisarrest, maar hem werd later door Arroyo amnestie verleend. Bij de verkiezingen van 2010 deed hij opnieuw een gooi naar het Filipijns presidentschap. Hij verloor echter van Benigno Aquino III. In 2013 werd Estrada gekozen tot burgemeester van de Filipijnse hoofdstad Manilla. Drie jaar later werd hij herkozen.
Estrada is getrouwd met voormalig senator Luisa Ejercito-Estrada. Hun zoon Jinggoy Estrada is eveneens politicus en senator.

## Vroege levensloop en carrière
Joseph Estrada werd geboren in het district Tondo in Manilla. Deze wijk, die tegenwoordig een slechte naam heeft opgebouwd, was vroeger een welvarende wijk. Zijn vader, Emilio Ejército, was werkzaam bij de overheid en zijn moeder, María Marcelo, was huisvrouw.
In tegenstelling tot wat soms gedacht wordt groeide Estrada op in relatieve welvaart. Hij meldde zich aan bij de Ateneo de Manila University. Na een vechtpartij werd hij hier echter vanaf gestuurd. Hierna begon hij aan een opleiding tot ingenieur aan de Mapua Institute of Technology. Ook deze opleiding rondde hij echter niet af, omdat hij zich wilde gaan toeleggen op zijn acteercarrière.
Zijn familie was zo ontstemd over het feit dat hij stopte met zijn opleiding dat ze hem verboden gebruik te maken van de familienaam. Daarom nam hij als artiestennaam Estrada (Spaans voor straat) aan. Joseph Estrada had een zeer succesvolle carrière als acteur en filmmaker. Gedurende zijn carrière speelde hij in meer dan 70 films en produceerde daarnaast nog eens meer dan 100 films. De meeste films waar Estrada in acteerde speelde hij de rol van een held uit de arme klasse. Mede hierdoor won hij later tijdens zijn politieke carrière veel stemmen van het gewone volk. In deze tijd kreeg hij ook de bijnaam Erap (Het omgekeerde woord Pare betekent maatje in het Filipijns). Estrada won in zijn filmcarrière vijf maal de FAMAS Award voor beste acteur. Hij is daarmee samen met Fernando Poe jr. en Christopher de Leon recordhouder.
De eerste stap in de politiek zette Estrada in 1968 toen hij zich kandidaat stelde voor het burgemeesterschap van de gemeente San Juan in Metro Manilla. In 1969 werd hij uitgeroepen tot winnaar van deze verkiezingen nadat hij succesvol protest had aangetekend tegen de oorspronkelijke uitslag, die aangaf dat zijn tegenstander had gewonnen.
Toen Corazon Aquino in 1986 de nieuwe president werd, werden alle lokale bestuurders uit hun functie ontheven, zo ook Joseph Estrada. Het jaar daarop deed hij mee aan de senaatsverkiezingen met zijn eigen politieke partij Partido ng Masang Pilipino en won hiermee voldoende stemmen voor een zetel in de senaat.

## Vicepresidentschap
In 1992 besloot Estrada zich kandidaat te stellen voor het vicepresidentschap als 2e man achter presidentskandidaat Eduardo Cojuangco. Cojuangco werd verslagen door Fidel Ramos, maar Joseph Estrada won wel de verkiezing tot vicepresident. Kort na het aantreden van Ramos werd Joseph Estrada tevens benoemd tot hoofd van de presidentiële anti-criminaliteitscommissie.

## Presidentschap

### De verkiezingen
De tactiek van Joseph Estrada tijdens de verkiezingen van 1998 was om gebruik te maken van zijn goede imago als held van de armen, dat hij had opgebouwd tijdens zijn filmcarrière. Het armere deel van de bevolking was het geloof in de elite, die tot dan toe het land had geregeerd, volledig kwijtgeraakt. Hoewel de tegenstanders van Estrada probeerden om zijn populariteit bij de bevolking te verminderen door te wijzen op zijn (vermeende) slechte eigenschappen (rokkenjagen, drinken en gokken), lukte het hen niet om het vertrouwen dat men in Estrada had te ondermijnen. Jospeh Estrada won de verkiezingen overtuigend.

### Persvrijheid
In 1999 werd Estrada beschuldigd van het indirect aantasten van de persvrijheid. Een grote krant in de Filipijnen (The Philippine Daily Inquirer) kreeg te maken met een boycot van advertenties. Diverse overheidsinstellingen, pro-Estrada-bedrijven en filmproducenten plaatsten geen advertenties meer in de krant uit protest tegen de kritiek die de krant regelmatig tentoonspreidde. Dit leverde Estrada internationaal kritiek op.

### Corruptiebeschuldigingen en afzettingsprocedure
Al snel werd het presidentschap van Estrada geplaagd door beschuldigingen van verduistering en corruptie. Daarnaast zou Estrada veelvuldig alcohol gebruiken. Toen in oktober 2000 aan het licht kwam dat hij betrokken was bij illegale gokpraktijken kwam de verontwaardiging in het land tot een hoogtepunt. Dit leidde ertoe dat Joseph Estrada de eerste Filipijnse president werd waartegen in november 2000 een afzettingsprocedure werd gestart door het Huis van Afgevaardigden. Toen deze procedure zowel door het Huis van Afgevaardigden als door de senaat was goedgekeurd, werd een speciale rechtbank, met de opperrechter van het hooggerechtshof als voorzitter, ingericht.
Gedurende de rechtszaak werden door de aanklagers getuigen naar voren geschoven en bewijsstukken ingebracht waaruit duidelijk zou moeten worden dat Estrada inderdaad betrokken was bij illegale gokprakijken. De verdediging was echter goed opgezet door de president en bestond uit een voormalige opperrechter, voormalige leden van het congres en diverse advocaten.

### EDSA II-revolutie
Op 16 januari 2001 kwam de afzettingsprocedure tot een climax, toen de rechtbank, met daarin voornamelijk politieke bondgenoten van Estrada, weigerde om belast bewijsmateriaal tegen de president te bestuderen. De aanklagers stapten uit protest tegen deze gang van zaken op. Die avond verzamelden de anti-Estrada-demonstranten zich bij de EDSA-snelweg, waar eerder in 1986 de EDSA-revolutie ervoor had gezorgd dat Ferdinand Marcos gedwongen werd op te stappen. De druk op Estrada om op te stappen werd groter. Binnen een aantal dagen groeide het aantal demonstranten van enkele honderden tot enkele duizenden.
Op 19 januari kondigde het Filipijnse leger aan dat het niet langer de president steunde, maar dat het in plaats daarvan de vicepresident Gloria-Macapagal Arroyo steunde. Zonder de steun van het leger viel het kabinet van Estrada al snel. De volgende dag, op 20 januari 2001 verklaarde het Filipijnse hooggerechtshof de positie van president vacant en werd de vicepresident door de opperrechter Hilario Davide Jr. ingezworen als de nieuwe president. Estrada en zijn familie werden in allerijl uit het paleis geëvacueerd.

## Periode na het presidentschap
Na deze gebeurtenissen keerde Estrada terug naar zijn oude huis in San Juan. Hij bleef volhouden dat hij nooit ontslag genomen had en dat Macapagal-Arroyo's regering derhalve onrechtmatig was, ondanks de nationale en internationale erkenning van het presidentschap van Gloria Macapagal-Arroyo.
In april 2001 werd Estrada aangeklaagd en gearresteerd wegens verduistering. De aanhangers van Estrada gingen de straten op en eisten zijn vrijlating en terugkeer als president van de Filipijnen. Op 1 mei 2001 liepen de demonstraties uit de hand toen de Estrada-aanhangers naar het paleis van de president marcheerden. Een state of rebellion werd uitgeroepen door de regering en veel van de demonstranten werden gearresteerd. Het leger kreeg uiteindelijk de situatie weer onder controle.
In eerste instantie werd Estrada vastgehouden in het Veteran's Memorial Medical Center in Manilla, waarna hij overgebracht werd naar een militaire basis in Tanay te Rizal. Weer later werd hij overgebracht naar een dichtbijgelegen vakantiehuisje, waar hij in huisarrest moest verblijven in afwachting van een uitspraak over de aanklachten van verduistering en corruptie. Op 12 september 2007 werd Estrada schuldig bevonden door de speciale rechtbank voor corruptie zaken, de Sandiganbayan. Doordat de doodstraf in 2006 is afgeschaft werd de ex-president veroordeeld tot levenslang. Estrada diende in eerste instantie een bezwaar in tegen de uitspraak, maar trok deze later weer in. Ruim een maand na zijn veroordeling verleende president Macagagal-Arroyo hem gratie en op vrijdag 26 oktober 2007 werd Joseph Estrada daadwerkelijk vrijgelaten.

## Burgemeestersverkiezingen Manilla
Op 9 mei 2012 maakte Estrada bekend dat hij van plan was tijdens de verkiezingen van 2013 een gooi te doen naar het burgemeesterschap van de Filipijnse hoofdstad Manilla. Hij openbaarde dit nieuws in zijn nieuwe appartement in hoofdstad, waar hij die dag heen was verhuisd om te voldoen aan de voorwaarde dat burgemeesterskandidaten in de stad geregistreerd dienen te staan. Zijn voornaamste uitdager bij deze verkiezingen was zittend burgemeester Alfredo Lim. Na een harde verkiezingsstrijd, waarbij beide partijen elkaar over en weer probeerden zwart te maken en pogingen deden om de ander te laten diskwalificeren. Na het tellen van de stemmen bleek dat Estrada de verkiezingen had gewonnen, waarop hij tot winnaar werd uitgeroepen. Voor Estrada is het de eerste maal dat hij weer in een politiek ambt wordt gekozen na zijn afzetting als president in 2001.
Bij de verkiezingen van 2016 werd Estrada opnieuw gekozen tot burgemeester van Manilla.